# Рудново (Великолуцький район)
Рудново (рос. Рудново) — присілок в Великолуцькому районі Псковської області Російської Федерації.
Населення становить 11 осіб. Входить до складу муніципального утворення Личьовська волость.

## Історія
Від 2014 року входить до складу муніципального утворення Личьовська волость.

## Населення
| 2001 | 2002 | 2010 |
| ---- | ---- | ---- |
| 25   | ↘24  | ↘11  |